# Curva ellittica

Dati due punti P e Q di una curva ellittica, P+Q si ottiene eseguendo il processo descritto in figura

In matematica, una curva ellittica è una curva algebrica proiettiva liscia di genere {\displaystyle 1} definita su un campo {\displaystyle K}, sulla quale viene specificato un punto {\displaystyle O}. Inoltre, ogni curva ellittica possiede una legge di composizione interna (generalmente indicata con il simbolo {\displaystyle +}) rispetto alla quale essa è un gruppo abeliano con elemento neutro {\displaystyle O}; di conseguenza, le curve ellittiche sono varietà abeliane di dimensione {\displaystyle 1}.
Ogni curva ellittica definita su un campo {\displaystyle K} (con caratteristica diversa da {\displaystyle 2} e da {\displaystyle 3}) può essere scritta come la curva algebrica piana definita da un'equazione, detta equazione di Weierstrass, della forma:
{\displaystyle y^{2}=x^{3}+ax+b}
con {\displaystyle a,b\in K}, in modo che sia non singolare. Cioè la curva non deve avere cuspidi o auto-intersezioni (quando la caratteristica del campo è 2 o 3 l'equazione non è abbastanza generale da contenere tutte le curve cubiche non singolari; per maggiori informazioni al riguardo, si veda la trattazione sottostante: Curve su campi arbitrari).
Se {\displaystyle y^{2}=P(x)}, e {\displaystyle P} è un polinomio di grado {\displaystyle 3} o {\displaystyle 4} in {\displaystyle x} senza radici coincidenti si ottiene una curva piana non singolare di genere {\displaystyle 1}. Più in generale l'intersezione di due quadriche tridimensionali genera una curva ellittica di genere {\displaystyle 1}.
Si dimostra che le curve ellittiche definite sul campo complesso corrispondono alle immersioni del toro puntato (cioè sul quale viene scelto un punto speciale {\displaystyle O}) nel piano proiettivo complesso; tali immersioni si generalizzano a campi arbitrari. La struttura naturale di gruppo di un toro puntato si riflette sulla curva ellittica tramite un isomorfismo, grazie al quale l'insieme dei punti della curva formano un gruppo abeliano.

## Curve ellittiche sul campo dei numeri complessi
La formulazione delle curve ellittiche come immersione di un toro nel piano proiettivo complesso segue naturalmente da una curiosa proprietà delle funzioni ellittiche di Weierstrass. Queste funzioni e la loro derivata prima sono legate dalla formula:
{\displaystyle \wp '(z)^{2}=4\wp (z)^{3}-g_{2}\wp (z)-g_{3}.}
Qui {\displaystyle g_{2}} e {\displaystyle g_{3}} sono delle costanti (cioè numeri complessi), {\displaystyle \wp (z)} è la funzione ellittica di Weierstrass e {\displaystyle \wp '(z)} è la sua derivata.

## Curve su campi arbitrari
Una curva ellittica definita su un campo arbitrario {\displaystyle K} è rappresentabile mediante l'equazione di Weierstrass generalizzata, che è della forma:
{\displaystyle y^{2}+a_{1}xy+a_{3}y=x^{3}+a_{2}x^{2}+a_{4}x+a_{6}}
con {\displaystyle a_{1},a_{2},a_{3},a_{4},a_{6}\in K} e tali che la varietà algebrica da essa definita sia non singolare. In questo caso il punto {\displaystyle O} è solitamente il punto all'infinito sull'asse {\displaystyle y}.
Se la caratteristica di {\displaystyle K} non è {\displaystyle 2}, allora ogni curva ellittica, attraverso opportuni cambi di variabile, può essere scritta nella forma:
{\displaystyle y^{2}=4x^{3}+b_{2}x^{2}+2b_{4}x+b_{6}}
dove {\displaystyle b_{2},b_{4},b_{6}} sono elementi di {\displaystyle K} tali che il polinomio al secondo membro abbia radici distinte (la notazione è stata scelta in base a ragioni storiche). Infine se la caratteristica di {\displaystyle K} non è {\displaystyle 2} né {\displaystyle 3} allora ogni curva ellittica, attraverso ulteriori cambi di variabile, può essere scritta nella forma:
{\displaystyle y^{2}=x^{3}+ax+b}
dove {\displaystyle a} e {\displaystyle b} sono elementi di {\displaystyle K} tali che il polinomio al secondo membro non abbia radici multiple.
Se {\displaystyle F} è un sottocampo di {\displaystyle K} i punti della curva {\displaystyle (x,y)} che soddisfano l'equazione sopra considerata e tali che sia {\displaystyle x} che {\displaystyle y} sono elementi di {\displaystyle F} sono detti punti {\displaystyle F}-razionali.

## Applicazioni
Le curve ellittiche sono molto importanti nella teoria dei numeri e ne costituiscono uno dei maggiori campi di ricerca attuale. Per esempio furono utilizzate da Andrew Wiles per la risoluzione dell'ultimo teorema di Fermat. Queste curve inoltre hanno molteplici applicazioni in crittografia (vedi le voci sulla crittografia ellittica e sulla fattorizzazione) e nei test di primalità (l'algoritmo ECPP è ad oggi il test più rapido e pertanto più utilizzato per determinare se un numero è primo).

## Galleria d'immagini

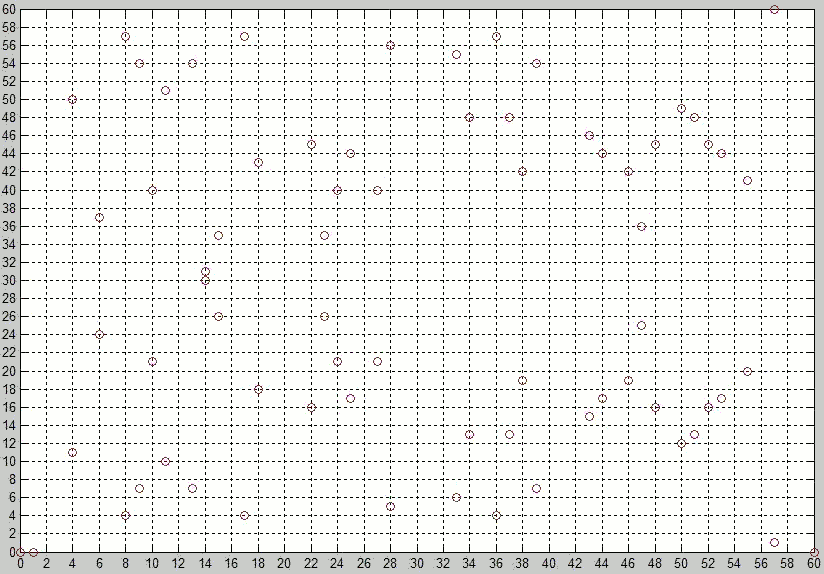
curva ellittica y^{2}=x^{3}-x su Z_{61}
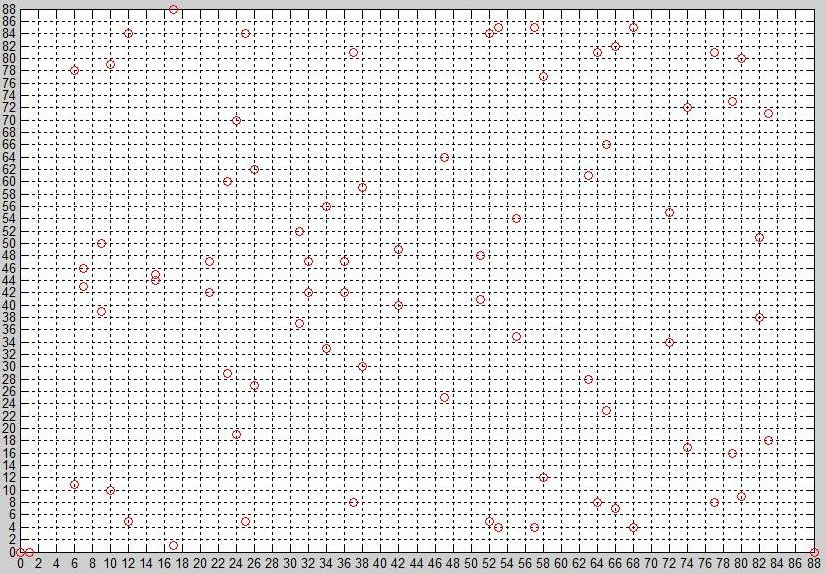
curva ellittica y^{2}=x^{3}-x su Z_{89}

- curva ellittica y2=x3-x su Z61
- curva ellittica y2=x3-x su Z89